# Peer Günt
Peer Günt – fiński zespół hardrockowy, założony w 1976 roku.

## Skład zespołu

### Obecni członkowie
- Timo Nikki - śpiew, gitara
- Pete Pohjanniemi - gitara basowa
- Sakke Koivula - perkusja

### Byli członkowie
- Vesa Suopanki - gitara basowa (1976-1977)
- Pauli Johansson - perkusja (1976-1977)
- Jussi Kylliäinen - gitara akustyczna (1977)
- Jukka Loikala - gitara basowa (1977-1979, 1981-1982)
- Reima "Boss" Saarinen - perkusja (1977-1981)
- Seppo "Sefi" Karjalainen - instrumenty klawiszowe (1977-1978)
- Timo Kipahti - śpiew, gitara (1979)
- Petri Korppi - gitara basowa (1979-1981)
- Teijo "Twist Twist" Erkinharju - perkusja (1981-2005)
- Teijo "Tsöötz" Kettula - gitara basowa (1983-2005)

## Dyskografia

### Albumy studyjne
- Peer Günt (1985)
- Backseat (1986)
- Good Girls Don't... (1987)
- Fire Wire (1988)
- Don't Mess with the Countryboys (1990)
- Smalltown Maniacs (1994)
- No Piercing, No Tattoo (2005)
- Guts and Glory (2007)
- Buck the Odds (2009)

### Single i minialbumy
- Don't Wanna Speeding / Never Said I'll Fall (1979)
- Animal Lover / Liquere And Drugs (1980)
- Woman On The Radio / Driving Like A Mad (1981)
- I Don't Wanna Be A Rock'n'Roll Star / Behind The Line (1985)
- Through The Wall (EP) (1985)
- Backseat / Little Squeezer (1986)
- Bad Boys Are Here (1986)
- Bad Boys Are Here (EP) (1986)
- Bartender (EP) (1987)
- Bartender / Girls Are Gonna Play The Game (1987)
- Wake Me Up/ Go Home And Eat Your Fish (1989)
- Let The Fools Do The Running / Southbound Drivin' Man (1990) (maxisingel)
- Let The Fools Do The Running / Fat Man's Boogie (1990)
- Tubesnake Boogie / Messin' With The Kid (1991) (radiopromo)
- Shotgun Wedding / Smalltown Maniacs / Not This Time (1993) (CD-single)
- Backdoor Men / Flying Man (2004) (CD-single)
- Motorcycle Woman / Scarecrow Shoes (2004) (CD-single)
- Crazy Wild One / Black Train (2006) (CD-single)
- Sudden Death (2007) (CD-single)
- Knock Out The DJ / Dead Black Roses (2011) (Digi-single)

### DVD
- Live at Rockperry (DualDisc, 2006) (live)
- Live at Tavastia (2007) (live)

### Albumy kompilacyjne
- "Years on the Road" (1989)
- "Golden Greats" (1997)
- "Loaded" (2002)
- "Bad Boys Are Here - Anthology" (2006)